# فوسکا (کوندینامارکا)
فوسکا (انگلیسی: Fosca, Cundinamarca) یک منطقه مسکونی در کشور کلمبیا است.